# Liste der Nummer-eins-Hits in Irland (2019)
Dies ist eine Liste der Nummer-eins-Hits in Irland im Jahr 2019. Sie basiert auf den offiziellen Top 100 der irischen Single- und Albumcharts, die im Auftrag der Irish Recorded Music Association (IRMA) erstellt werden.

## Singles
| ← 2018 ← | Liste der Nummer-eins-Hits in Irland | Liste der Nummer-eins-Hits in Irland | Liste der Nummer-eins-Hits in Irland | 2020 →                    |
| \| Zeitraum \| Wo. ges. \| Interpret \| Titel Autor(en) \| Zusätzliche Informationen \| \| (Zeitraum, Wochen auf Platz eins, Interpret, Titel, Autor[en], zusätzliche Informationen) \| \| \| \| \| \| ----------------------------------------------------------------------------------------- \| -------- \| ----------------------------- \| ----------------------------------------------------------------------------------------------------------------------------------------------------------------------- \| ------------------------- \| \| 21. Dezember 2018 – 24. Januar 2019 5 Wochen \| 5 \| Ava Max \| Sweet but Psycho Ava Max, William Lobban Bean, Andreas Andersen Haukeland, Madison Love, Henry Walter \| – \| \| 25. Januar 2019 – 14. Februar 2019 3 Wochen (insgesamt 4) \| 4 \| Ariana Grande \| 7 Rings Ariana Grande, Charles Anderson, Kimberly Krysiuk, Michael Foster, Njomza Vitia, Oscar Hammerstein II, Richard Rodgers, Tayla Parx, Tommy Brown, Victoria Monét \| – \| \| 15. Februar 2019 – 21. Februar 2019 1 Woche \| 1 \| Ariana Grande \| Break Up with Your Girlfriend, I’m Bored Ariana Grande, Max Martin, Ilya Salmanzadeh, Savan Kotecha, Kandi Burruss, Kevin Briggs \| – \| \| 22. Februar 2019 – 28. Februar 2019 1 Woche (insgesamt 4) \| 4 \| Ariana Grande \| 7 Rings Ariana Grande, Charles Anderson, Kimberly Krysiuk, Michael Foster, Njomza Vitia, Oscar Hammerstein II, Richard Rodgers, Tayla Parx, Tommy Brown, Victoria Monét \| – \| \| 1. März 2019 – 11. April 2019 6 Wochen \| 6 \| Lewis Capaldi \| Someone You Loved Lewis Capaldi \| – \| \| 12. April 2019 – 9. Mai 2019 4 Wochen \| 4 \| Lil Nas X \| Old Town Road Montero Hill, Trent Reznor, Atticus Ross \| – \| \| 10. Mai 2019 – 16. Mai 2019 1 Woche \| 1 \| Lewis Capaldi \| Hold Me While You Wait Lewis Capaldi, Jamie Hartman, Jamie N Commons \| – \| \| 17. Mai 2019 – 27. Juni 2019 6 Wochen \| 6 \| Ed Sheeran & Justin Bieber \| I Don’t Care Ed Sheeran, Justin Bieber, Max Martin, Shellback, Jason Boyd, Fred Gibson \| – \| \| 28. Juni 2019 – 29. August 2019 9 Wochen \| 9 \| Shawn Mendes & Camila Cabello \| Señorita Shawn Mendes, Camila Cabello, Andrew Wotman, Benjamin Levin, Ali Tamposi, Charlotte Emma Aitchison, Jack Patterson, Magnus August Høiberg \| – \| \| 30. August 2019 – 24. Oktober 2019 8 Wochen \| 8 \| Tones and I \| Dance Monkey Toni Watson \| – \| \| 25. Oktober 2019 – 31. Oktober 2019 1 Woche \| 1 \| Regard \| Ride It Jay Sean, Alan Sampson \| – \| \| 1. November 2019 – 7. November 2019 1 Woche \| 1 \| Selena Gomez \| Lose You to Love Me Selena Gomez, Julia Michaels, Justin Tranter, Mattias Larsson, Robin Fredriksson \| – \| \| 8. November 2019 – 21. November 2019 2 Wochen \| 2 \| Dua Lipa \| Don’t Start Now Dua Lipa, Caroline Furoyen, Emily Schwartz, Ian Kirkpatrick \| – \| \| 22. November 2019 – 28. November 2019 1 Woche \| 1 \| Billie Eilish \| Everything I Wanted Billie Eilish O’Connell, Finneas O’Connell \| – \| \| 29. November 2019 – 23. Januar 2020 8 Wochen \| 8 \| Lewis Capaldi \| Before You Go Lewis Capaldi, Ben Kohn, Pete Kelleher, Phil Plested, Tom Bames \| – \| |                                      |                                      | |                           |
| ← 2018 |                                      |                                      | | → 2020 →                  |
| Zeitraum | Wo. ges.                             | Interpret                            | Titel Autor(en) | Zusätzliche Informationen |
| (Zeitraum, Wochen auf Platz eins, Interpret, Titel, Autor[en], zusätzliche Informationen) |                                      |                                      | |                           |
| 21. Dezember 2018 – 24. Januar 2019 5 Wochen | 5                                    | Ava Max                              | Sweet but Psycho Ava Max, William Lobban Bean, Andreas Andersen Haukeland, Madison Love, Henry Walter                                                                   | –                         |
| 25. Januar 2019 – 14. Februar 2019 3 Wochen (insgesamt 4) | 4                                    | Ariana Grande                        | 7 Rings Ariana Grande, Charles Anderson, Kimberly Krysiuk, Michael Foster, Njomza Vitia, Oscar Hammerstein II, Richard Rodgers, Tayla Parx, Tommy Brown, Victoria Monét | –                         |
| 15. Februar 2019 – 21. Februar 2019 1 Woche | 1                                    | Ariana Grande                        | Break Up with Your Girlfriend, I’m Bored Ariana Grande, Max Martin, Ilya Salmanzadeh, Savan Kotecha, Kandi Burruss, Kevin Briggs                                        | –                         |
| 22. Februar 2019 – 28. Februar 2019 1 Woche (insgesamt 4) | 4                                    | Ariana Grande                        | 7 Rings Ariana Grande, Charles Anderson, Kimberly Krysiuk, Michael Foster, Njomza Vitia, Oscar Hammerstein II, Richard Rodgers, Tayla Parx, Tommy Brown, Victoria Monét | –                         |
| 1. März 2019 – 11. April 2019 6 Wochen | 6                                    | Lewis Capaldi                        | Someone You Loved Lewis Capaldi | –                         |
| 12. April 2019 – 9. Mai 2019 4 Wochen | 4                                    | Lil Nas X                            | Old Town Road Montero Hill, Trent Reznor, Atticus Ross | –                         |
| 10. Mai 2019 – 16. Mai 2019 1 Woche | 1                                    | Lewis Capaldi                        | Hold Me While You Wait Lewis Capaldi, Jamie Hartman, Jamie N Commons | –                         |
| 17. Mai 2019 – 27. Juni 2019 6 Wochen | 6                                    | Ed Sheeran & Justin Bieber           | I Don’t Care Ed Sheeran, Justin Bieber, Max Martin, Shellback, Jason Boyd, Fred Gibson                                                                                  | –                         |
| 28. Juni 2019 – 29. August 2019 9 Wochen | 9                                    | Shawn Mendes & Camila Cabello        | Señorita Shawn Mendes, Camila Cabello, Andrew Wotman, Benjamin Levin, Ali Tamposi, Charlotte Emma Aitchison, Jack Patterson, Magnus August Høiberg                      | –                         |
| 30. August 2019 – 24. Oktober 2019 8 Wochen | 8                                    | Tones and I                          | Dance Monkey Toni Watson | –                         |
| 25. Oktober 2019 – 31. Oktober 2019 1 Woche | 1                                    | Regard                               | Ride It Jay Sean, Alan Sampson | –                         |
| 1. November 2019 – 7. November 2019 1 Woche | 1                                    | Selena Gomez                         | Lose You to Love Me Selena Gomez, Julia Michaels, Justin Tranter, Mattias Larsson, Robin Fredriksson                                                                    | –                         |
| 8. November 2019 – 21. November 2019 2 Wochen | 2                                    | Dua Lipa                             | Don’t Start Now Dua Lipa, Caroline Furoyen, Emily Schwartz, Ian Kirkpatrick                                                                                             | –                         |
| 22. November 2019 – 28. November 2019 1 Woche | 1                                    | Billie Eilish                        | Everything I Wanted Billie Eilish O’Connell, Finneas O’Connell | –                         |
| 29. November 2019 – 23. Januar 2020 8 Wochen | 8                                    | Lewis Capaldi                        | Before You Go Lewis Capaldi, Ben Kohn, Pete Kelleher, Phil Plested, Tom Bames                                                                                           | –                         |

## Alben
| ← 2018 ← | Liste der Nummer-eins-Hits in Irland | Liste der Nummer-eins-Hits in Irland       | Liste der Nummer-eins-Hits in Irland                                  | 2020 →                    |
| \| Zeitraum \| Wo. ges. \| Interpret \| Titel \| Zusätzliche Informationen \| \| (Zeitraum, Wochen auf Platz eins, Interpret, Titel, zusätzliche Informationen) \| \| \| \| \| \| ------------------------------------------------------------------------------ \| -------- \| ------------------------------------------ \| --------------------------------------------------------------------- \| ------------------------- \| \| 8. Dezember 2018 – 3. Januar 2019 4 Wochen (insgesamt 11) \| 11 \| Lady Gaga & Bradley Cooper \| A Star Is Born (Soundtrack) \| – \| \| 4. Januar 2019 – 14. Februar 2019 6 Wochen (insgesamt 22) \| 22 \| (Verschiedene Interpreten) \| The Greatest Showman: Original Motion Picture Soundtrack \| – \| \| 15. Februar 2019 – 21. Februar 2019 1 Woche (insgesamt 2) \| 2 \| Ariana Grande \| Thank U, Next \| – \| \| 22. Februar 2019 – 28. Februar 2019 1 Woche (insgesamt 2) \| 2 \| Picture This \| Mdrn Lv \| – \| \| 1. März 2019 – 7. März 2019 1 Woche (insgesamt 2) \| 2 \| Ariana Grande \| Thank U, Next \| – \| \| 8. März 2019 – 28. März 2019 3 Wochen \| 3 \| Hozier \| Wasteland, Baby! \| – \| \| 29. März 2019 – 4. April 2019 1 Woche (insgesamt 2) \| 2 \| Picture This \| Mdrn Lv \| – \| \| 5. April 2019 – 2. Mai 2019 4 Wochen (insgesamt 6) \| 6 \| Billie Eilish \| When We All Fall Asleep, Where Do We Go? \| – \| \| 3. Mai 2019 – 9. Mai 2019 1 Woche \| 1 \| Pink \| Hurts 2B Human \| – \| \| 10. Mai 2019 – 23. Mai 2019 2 Wochen (insgesamt 6) \| 6 \| Billie Eilish \| When We All Fall Asleep, Where Do We Go? \| – \| \| 24. Mai 2019 – 20. Juni 2019 4 Wochen (insgesamt 15) \| 15 \| Lewis Capaldi \| Divinely Uninspired to a Hellish Extent \| – \| \| 21. Juni 2019 – 4. Juli 2019 2 Wochen \| 2 \| Bruce Springsteen \| Western Stars \| – \| \| 5. Juli 2019 – 11. Juli 2019 1 Woche (insgesamt 15) \| 15 \| Lewis Capaldi \| Divinely Uninspired to a Hellish Extent \| – \| \| 12. Juli 2019 – 18. Juli 2019 1 Woche \| 1 \| Mick Flannery \| Mick Flannery \| – \| \| 19. Juli 2019 – 15. August 2019 4 Wochen (insgesamt 5) \| 5 \| Ed Sheeran \| No.6 Collaborations Project \| – \| \| 16. August 2019 – 22. August 2019 1 Woche \| 1 \| Slipknot \| We Are Not Your Kind \| – \| \| 23. August 2019 – 29. August 2019 1 Woche (insgesamt 5) \| 5 \| Ed Sheeran \| No.6 Collaborations Project \| – \| \| 30. August 2019 – 12. September 2019 2 Wochen \| 2 \| Taylor Swift \| Lover \| – \| \| 13. September 2019 – 3. Oktober 2019 3 Wochen \| 3 \| Post Malone \| Hollywood’s Bleeding \| – \| \| 4. Oktober 2019 – 10. Oktober 2019 1 Woche (insgesamt 15) \| 15 \| Lewis Capaldi \| Divinely Uninspired to a Hellish Extent \| – \| \| 11. Oktober 2019 – 14. November 2019 5 Wochen (insgesamt 25) \| 25 \| Dermot Kennedy \| Without Fear \| – \| \| 15. November 2019 – 21. November 2019 1 Woche \| 1 \| The Script \| Sunsets & Full Moons \| – \| \| 22. November 2019 – 5. Dezember 2019 2 Wochen \| 2 \| Westlife \| Spectrum \| – \| \| 6. Dezember 2019 – 12. Dezember 2019 1 Woche (insgesamt 24) \| 24 \| Dermot Kennedy \| Without Fear \| – \| \| 13. Dezember 2019 – 19. Dezember 2019 1 Woche \| 1 \| Rod Stewart & Royal Philharmonic Orchestra \| You’re in My Heart: Rod Stewart with the Royal Philharmonic Orchestra \| – \| \| 20. Dezember 2019 – 26. Dezember 2019 1 Woche \| 1 \| Harry Styles \| Fine Line \| – \| \| 27. Dezember 2019 – 9. Januar 2020 2 Wochen (insgesamt 25) \| 25 \| Dermot Kennedy \| Without Fear \| – \| |                                      |                                            |                                                                       |                           |
| ← 2018 |                                      |                                            |                                                                       | → 2020 →                  |
| Zeitraum | Wo. ges.                             | Interpret                                  | Titel                                                                 | Zusätzliche Informationen |
| (Zeitraum, Wochen auf Platz eins, Interpret, Titel, zusätzliche Informationen) |                                      |                                            |                                                                       |                           |
| 8. Dezember 2018 – 3. Januar 2019 4 Wochen (insgesamt 11) | 11                                   | Lady Gaga & Bradley Cooper                 | A Star Is Born (Soundtrack)                                           | –                         |
| 4. Januar 2019 – 14. Februar 2019 6 Wochen (insgesamt 22) | 22                                   | (Verschiedene Interpreten)                 | The Greatest Showman: Original Motion Picture Soundtrack              | –                         |
| 15. Februar 2019 – 21. Februar 2019 1 Woche (insgesamt 2) | 2                                    | Ariana Grande                              | Thank U, Next                                                         | –                         |
| 22. Februar 2019 – 28. Februar 2019 1 Woche (insgesamt 2) | 2                                    | Picture This                               | Mdrn Lv                                                               | –                         |
| 1. März 2019 – 7. März 2019 1 Woche (insgesamt 2) | 2                                    | Ariana Grande                              | Thank U, Next                                                         | –                         |
| 8. März 2019 – 28. März 2019 3 Wochen | 3                                    | Hozier                                     | Wasteland, Baby!                                                      | –                         |
| 29. März 2019 – 4. April 2019 1 Woche (insgesamt 2) | 2                                    | Picture This                               | Mdrn Lv                                                               | –                         |
| 5. April 2019 – 2. Mai 2019 4 Wochen (insgesamt 6) | 6                                    | Billie Eilish                              | When We All Fall Asleep, Where Do We Go?                              | –                         |
| 3. Mai 2019 – 9. Mai 2019 1 Woche | 1                                    | Pink                                       | Hurts 2B Human                                                        | –                         |
| 10. Mai 2019 – 23. Mai 2019 2 Wochen (insgesamt 6) | 6                                    | Billie Eilish                              | When We All Fall Asleep, Where Do We Go?                              | –                         |
| 24. Mai 2019 – 20. Juni 2019 4 Wochen (insgesamt 15) | 15                                   | Lewis Capaldi                              | Divinely Uninspired to a Hellish Extent                               | –                         |
| 21. Juni 2019 – 4. Juli 2019 2 Wochen | 2                                    | Bruce Springsteen                          | Western Stars                                                         | –                         |
| 5. Juli 2019 – 11. Juli 2019 1 Woche (insgesamt 15) | 15                                   | Lewis Capaldi                              | Divinely Uninspired to a Hellish Extent                               | –                         |
| 12. Juli 2019 – 18. Juli 2019 1 Woche | 1                                    | Mick Flannery                              | Mick Flannery                                                         | –                         |
| 19. Juli 2019 – 15. August 2019 4 Wochen (insgesamt 5) | 5                                    | Ed Sheeran                                 | No.6 Collaborations Project                                           | –                         |
| 16. August 2019 – 22. August 2019 1 Woche | 1                                    | Slipknot                                   | We Are Not Your Kind                                                  | –                         |
| 23. August 2019 – 29. August 2019 1 Woche (insgesamt 5) | 5                                    | Ed Sheeran                                 | No.6 Collaborations Project                                           | –                         |
| 30. August 2019 – 12. September 2019 2 Wochen | 2                                    | Taylor Swift                               | Lover                                                                 | –                         |
| 13. September 2019 – 3. Oktober 2019 3 Wochen | 3                                    | Post Malone                                | Hollywood’s Bleeding                                                  | –                         |
| 4. Oktober 2019 – 10. Oktober 2019 1 Woche (insgesamt 15) | 15                                   | Lewis Capaldi                              | Divinely Uninspired to a Hellish Extent                               | –                         |
| 11. Oktober 2019 – 14. November 2019 5 Wochen (insgesamt 25) | 25                                   | Dermot Kennedy                             | Without Fear                                                          | –                         |
| 15. November 2019 – 21. November 2019 1 Woche | 1                                    | The Script                                 | Sunsets & Full Moons                                                  | –                         |
| 22. November 2019 – 5. Dezember 2019 2 Wochen | 2                                    | Westlife                                   | Spectrum                                                              | –                         |
| 6. Dezember 2019 – 12. Dezember 2019 1 Woche (insgesamt 24) | 24                                   | Dermot Kennedy                             | Without Fear                                                          | –                         |
| 13. Dezember 2019 – 19. Dezember 2019 1 Woche | 1                                    | Rod Stewart & Royal Philharmonic Orchestra | You’re in My Heart: Rod Stewart with the Royal Philharmonic Orchestra | –                         |
| 20. Dezember 2019 – 26. Dezember 2019 1 Woche | 1                                    | Harry Styles                               | Fine Line                                                             | –                         |
| 27. Dezember 2019 – 9. Januar 2020 2 Wochen (insgesamt 25) | 25                                   | Dermot Kennedy                             | Without Fear                                                          | –                         |

## Jahreshitparaden
| ← 2018 ← | Liste der Nummer-eins-Hits in Irland | Liste der Nummer-eins-Hits in Irland                                  | Liste der Nummer-eins-Hits in Irland | 2020 →   |
| \| Singles \| Position# \| Alben \| \| -------------------------------------------------------------------------------------------------------------------------------------------------------------------------------- \| --------- \| --------------------------------------------------------------------- \| \| Someone You Loved Lewis Capaldi \| 1 \| Divinely Uninspired to a Hellish Extent Lewis Capaldi \| \| Old Town Road Lil Nas X Montero Hill, Trent Reznor, Atticus Ross \| 2 \| The Greatest Showman: Original Motion Picture Soundtrack (Soundtrack) \| \| Bad Guy Billie Eilish Billie O’Connell, Finneas O’Connell \| 3 \| When We All Fall Asleep, Where Do We Go? Billie Eilish \| \| Dance Monkey Tones and I Toni Watson \| 4 \| Without Fear Dermot Kennedy \| \| Outnumbered Dermot Kennedy , Jay Mooncie, Scott Harris, Stephen Kozmeniuk \| 5 \| No. 6 Collaborations Project Ed Sheeran \| \| 3 Nights Dominic Fike \| 6 \| Thank U, Next Ariana Grande \| \| Shallow Lady Gaga & Bradley Cooper Lady Gaga, Andrew Wyatt, Anthony Rossomando, Mark Ronson \| 7 \| A Star Is Born Lady Gaga & Bradley Cooper \| \| I Don’t Care Ed Sheeran & Justin Bieber Ed Sheeran, Justin Bieber, Max Martin, Shellback, Jason Boyd, Fred Gibson \| 8 \| Bohemian Rhapsody: The Original Soundtrack Queen \| \| 7 Rings Ariana Grande , Charles Anderson, Kimberly Krysiuk, Michael Foster, Njomza Vitia, Oscar Hammerstein II, Richard Rodgers, Tayla Parx, Tommy Brown, Victoria Monét \| 9 \| Staying at Tamara’s George Ezra \| \| Señorita Shawn Mendes & Camila Cabello Shawn Mendes, Camila Cabello, Andrew Wotman, Benjamin Levin, Ali Tamposi, Charlotte Emma Aitchison, Jack Patterson, Magnus August Høiberg \| 10 \| ÷ Ed Sheeran \| |                                      |                                                                       |                                      |          |
| ← 2018 |                                      |                                                                       |                                      | → 2020 → |
| Singles | Position#                            | Alben                                                                 |                                      |          |
| Someone You Loved Lewis Capaldi | 1                                    | Divinely Uninspired to a Hellish Extent Lewis Capaldi                 |                                      |          |
| Old Town Road Lil Nas X Montero Hill, Trent Reznor, Atticus Ross | 2                                    | The Greatest Showman: Original Motion Picture Soundtrack (Soundtrack) |                                      |          |
| Bad Guy Billie Eilish Billie O’Connell, Finneas O’Connell | 3                                    | When We All Fall Asleep, Where Do We Go? Billie Eilish                |                                      |          |
| Dance Monkey Tones and I Toni Watson | 4                                    | Without Fear Dermot Kennedy                                           |                                      |          |
| Outnumbered Dermot Kennedy , Jay Mooncie, Scott Harris, Stephen Kozmeniuk | 5                                    | No. 6 Collaborations Project Ed Sheeran                               |                                      |          |
| 3 Nights Dominic Fike | 6                                    | Thank U, Next Ariana Grande                                           |                                      |          |
| Shallow Lady Gaga & Bradley Cooper Lady Gaga, Andrew Wyatt, Anthony Rossomando, Mark Ronson | 7                                    | A Star Is Born Lady Gaga & Bradley Cooper                             |                                      |          |
| I Don’t Care Ed Sheeran & Justin Bieber Ed Sheeran, Justin Bieber, Max Martin, Shellback, Jason Boyd, Fred Gibson | 8                                    | Bohemian Rhapsody: The Original Soundtrack Queen                      |                                      |          |
| 7 Rings Ariana Grande , Charles Anderson, Kimberly Krysiuk, Michael Foster, Njomza Vitia, Oscar Hammerstein II, Richard Rodgers, Tayla Parx, Tommy Brown, Victoria Monét | 9                                    | Staying at Tamara’s George Ezra                                       |                                      |          |
| Señorita Shawn Mendes & Camila Cabello Shawn Mendes, Camila Cabello, Andrew Wotman, Benjamin Levin, Ali Tamposi, Charlotte Emma Aitchison, Jack Patterson, Magnus August Høiberg | 10                                   | ÷ Ed Sheeran                                                          |                                      |          |